# Alpenländischer Kulturverband Südmark
Der Alpenländische Kulturverband Südmark (AKVS) ist eine seit 1952  in Österreich bestehende Vereinigung, die zu den sogenannten ‚Schutzvereinen‘ zählt.

## Vereinsgeschichte
Einige Österreicher sahen nach dem Zweiten Weltkrieg die steirische Grenze immer noch von jugoslawischer Seite bedroht und versuchten deswegen eine Neugründung eines sogenannten ‚Schutzvereins‘. Dieser sollte der Nachfolgeverein des Deutschen Schulvereins Südmark (DSV) sein, der 1938 beim Anschluss Österreichs an das Deutsche Reich aufgelöst, gleichgeschaltet und in den Volksbund für das Deutschtum im Ausland (VDA) eingegliedert wurde.
Bemühungen zur Gründung dieses neuen Schutzvereins mit dem Namen Alpenländischer Kulturverband Südmark (AKVS) waren 1951 zunächst fruchtlos und der Verein blieb weiterhin verboten, wohl wegen des hohen Anteils an nationalsozialistischen Mitgliedern vor 1933 wie auch der wie auch der hohen Zahl an illegalen Nationalsozialisten unter den Vereinsaktivisten 1933 bis 1938. Doch kam es 1952 schließlich trotzdem zu einer Neubildung des AKVS, der 1968 einen Teil des VDA-Vermögens zurückerhielt. Der bis heute bestehende AKVS übernimmt Aufgaben des Grenzschutzes und der Betreuung auslandsdeutscher Gemeinden. 1985 zählte der AKVS über 2000 Mitglieder. Obwohl der Verein gegenwärtig nur noch geringe Bedeutung hat, beeinflusste er doch in den 1950er und 1960er Jahren die steirische Kulturpolitik erheblich.

## Politische Einordnung
Laut Handbuch des politischen Systems Österreichs agiert der AKVS im Vorfeld und Umfeld des Rechtsextremismus, bei denen nur einzelne Elemente rechtsextremer Ideologie bzw. Querverbindungen zu und Kooperation mit rechtsextremen Gruppen festzustellen sind. Das Dokumentationsarchiv des österreichischen Widerstandes (DÖW) zählt den AKVS zu einer Reihe von Organisationen, die sich vor allem auf ideologische und kulturelle Arbeit konzentrieren und eine wichtige Integrationsfunktion im rechtsextremen Lager, erfüllen, weil sie sowohl militante als auch gemäßigt auftretende Rechtsextremisten zu ihren Mitgliedern und Funktionären zählen. Der AKVS fällt dabei unter die größeren und einflussreicheren Organisationen des ‚Kulturrechtsextremismus‘. Er wird als gemäßigt rechtsextremer Verband mit hauptsächlicher Orientierung auf kulturpolitische Fragen und Grenzlandarbeit von vorwiegend regionaler Bedeutung (DÖW 1981:177) und als „deutschnational ausgerichtete Kleingruppe, die aufgrund ihrer Kontakte im Vorfeld des Rechtsextremismus anzusiedeln ist,“ charakterisiert. Die Verbandszeitschrift ist seit 1962 Lot und Waage.